# بيتر كامبل (لاعب كرة الماء)
بيتر كامبل (بالإنجليزية: Peter Campbell)‏ هو لاعب كرة الماء أمريكي، ولد في 21 مارس 1960 في مدينة سولت ليك في الولايات المتحدة.

## وصلات خارجية
- بيتر كامبل على موقع الاتحاد الدولي للسباحة (الإنجليزية)
- بيتر كامبل على موقع قاعة مشاهير السباحة الأمريكية (الإنجليزية)
- بيتر كامبل على موقع اللجنة الأولمبية الدولية (الإنجليزية)
- بيتر كامبل على موقع أوليمبيديا (الإنجليزية)